# Hylkedal
Hylkedal är en dal i Danmark. Den ligger i den centrala delen av landet. I dalen flyttar Seest Mølleå.